# Contea di Bristol (Rhode Island)
La contea di Bristol (in inglese Bristol County) è una contea dello Stato del Rhode Island negli Stati Uniti. Il suo capoluogo è Bristol.
Nel 2020 sono stati censiti 50 793 abitanti, il che la rende la contea con meno abitanti del Rhode Island.

## Geografia fisica
La contea confina a nord con la contea di Providence, a nord-est con la contea di Bristol del Massachusetts, a sud ha un confine marittimo con la contea di Newport ed a ovest l'estuario del Providence la separa dalla contea di Kent.
La contea è la più piccola dello Stato ed è costituita principalmente da quattro penisole che si protendono nella baia di Narragansett. Il territorio è pianeggiante. Il punto più alto è Mount Hope (66m).
La città principale è Bristol, situata sulla baia di Narragansett, su una delle penisole che costituiscono il territorio della contea. Le altre due città della contea sono Barrington e Warren.

## Storia
La contea è stata creata nel 1747 dalla ripartizione della Contea di Bristol del Massachusetts, a risoluzione di parte di una lunga disputa di confini tra i due stati.

## Comuni

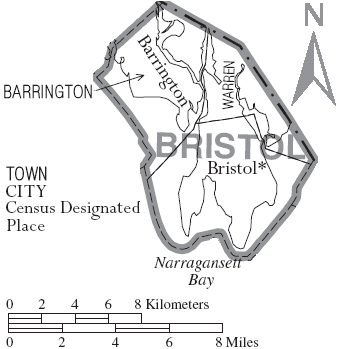
Cartina della Contea di Bristol con la suddivisione in comuni (town) e i confini terrestri e marini.

La contea è suddivisa in tre comuni (town):
- Barrington - town
- Bristol - town
- Warren - town